# Melierax
Melierax é um género de ave de rapina da família Accipitridae.
Este género contém as seguintes espécies:
- Açor-cantor-escuro, Melierax metabates
- Açor-cantor-somali, Melierax poliopterus
- Açor-cantor-pálido, Melierax canorus